# She
L'ètnia she és un grup ètnic que constitueix un dels 56 grups ètnics reconeguts oficialment per la República Popular de la Xina. Són la minoria més nombrosa de Fujian. També estan presents a Zhejiang, Jiangxi, Guangdong i Anhui. Hi ha una Xiaocang She Nacionalitat Rural Township (小沧畲族乡) a Lianjiang, comtat de la província de Fujian i un Jingning She Autònoma County (景宁畲族自治县) a Zhejiang. L'idioma és el hmong-mien. Avui en dia, la major part de l'ètnia dels she parlen dialectes xinesos, igual que Hakka. Els qui conserven el seu propi idioma, uns pocs centenars, a la província de Guangdong, es diuen a si mateixos hone (en xinès: 活聂 huóniè).
Quan un visitant arriba a un llogaret she, podria cantar una cançó per als residents del llogaret. La gent she li dona un alt valor a la cançó i sovint les seves celebracions inclouen concursos de cant. Els visitants d'una llar she ha de col·locar el seu paraigua fora de la casa perquè col·locar un paraigua a l'interior és un signe de mort.
Les dones utilitzen roba brillant, brodades amb aus acolorides, flors i motius geomètrics. Per a complementar el seu vestuari, sovint duen grans barrets de bambú i fulles. "Lace" sovint es fa servir per a reduir sa roba. La majoria de les nenes porten una bobina al cabell, lligada amb una corda de llana vermella. Les famílies she estan organitzades "pels temples ancestrals" amb persones del mateix cognom. Cada temple ancestral té un cap que resol les controvèrsies i s'ocupa dels assumptes interns del clan.